# قائمة أحياء بيروت

حديقة الحريري وسط بيروت

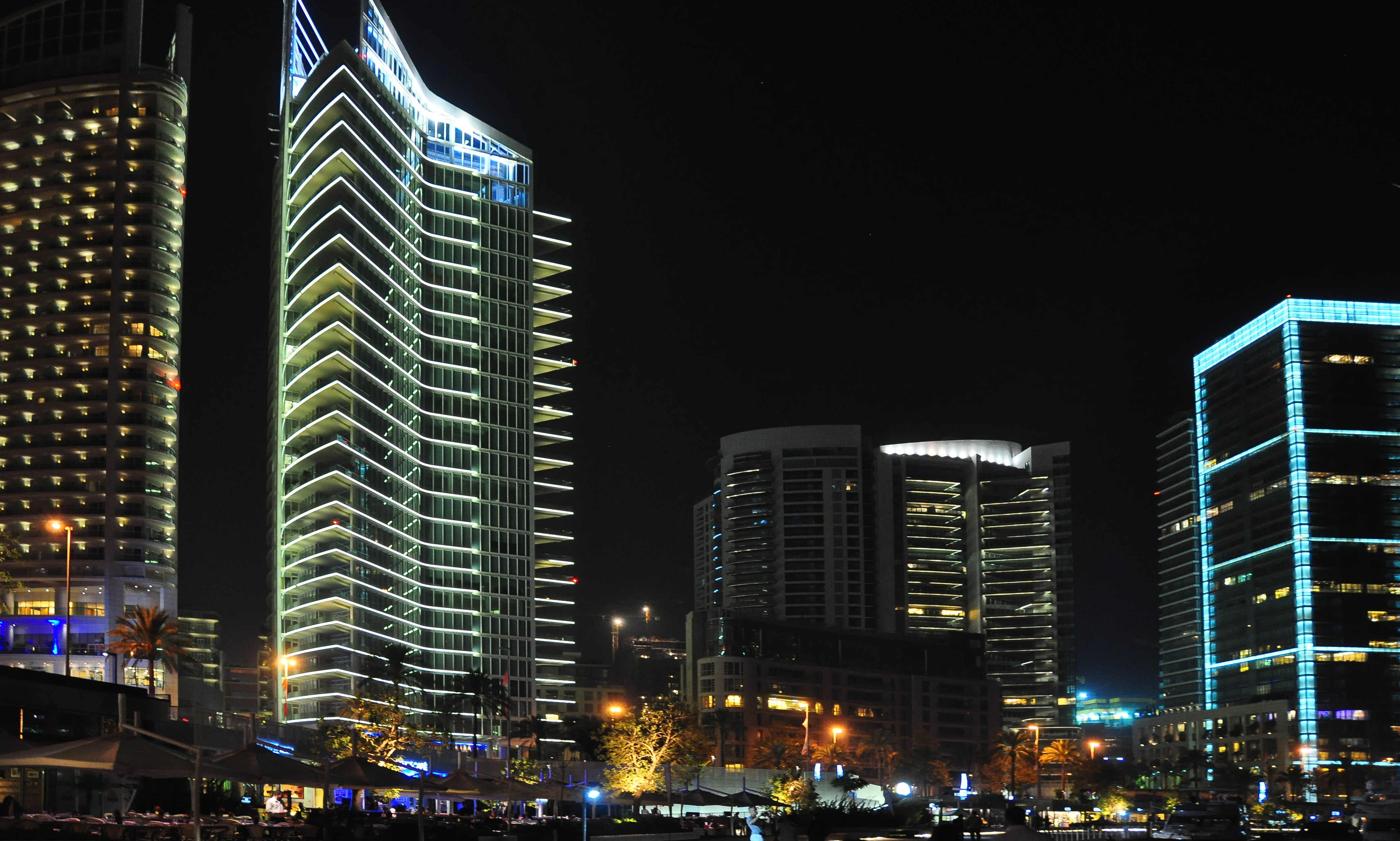
أبراج البحر في Zaitunay Bay

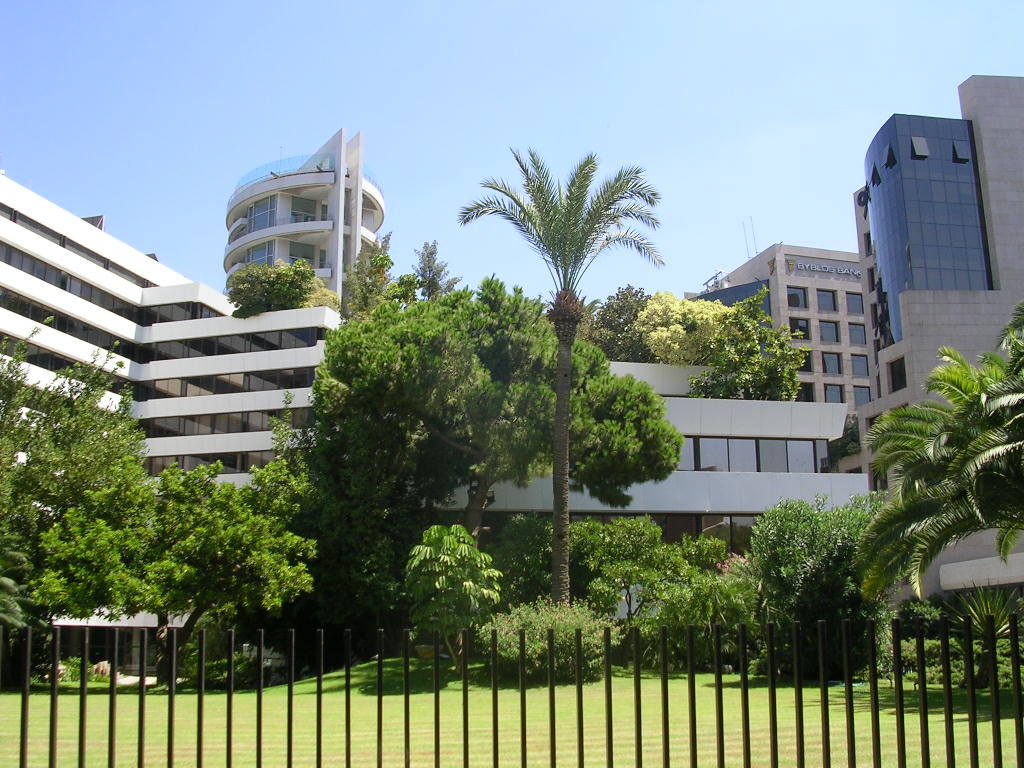
مبنى حديث في حي الأشرفية ببيروت.

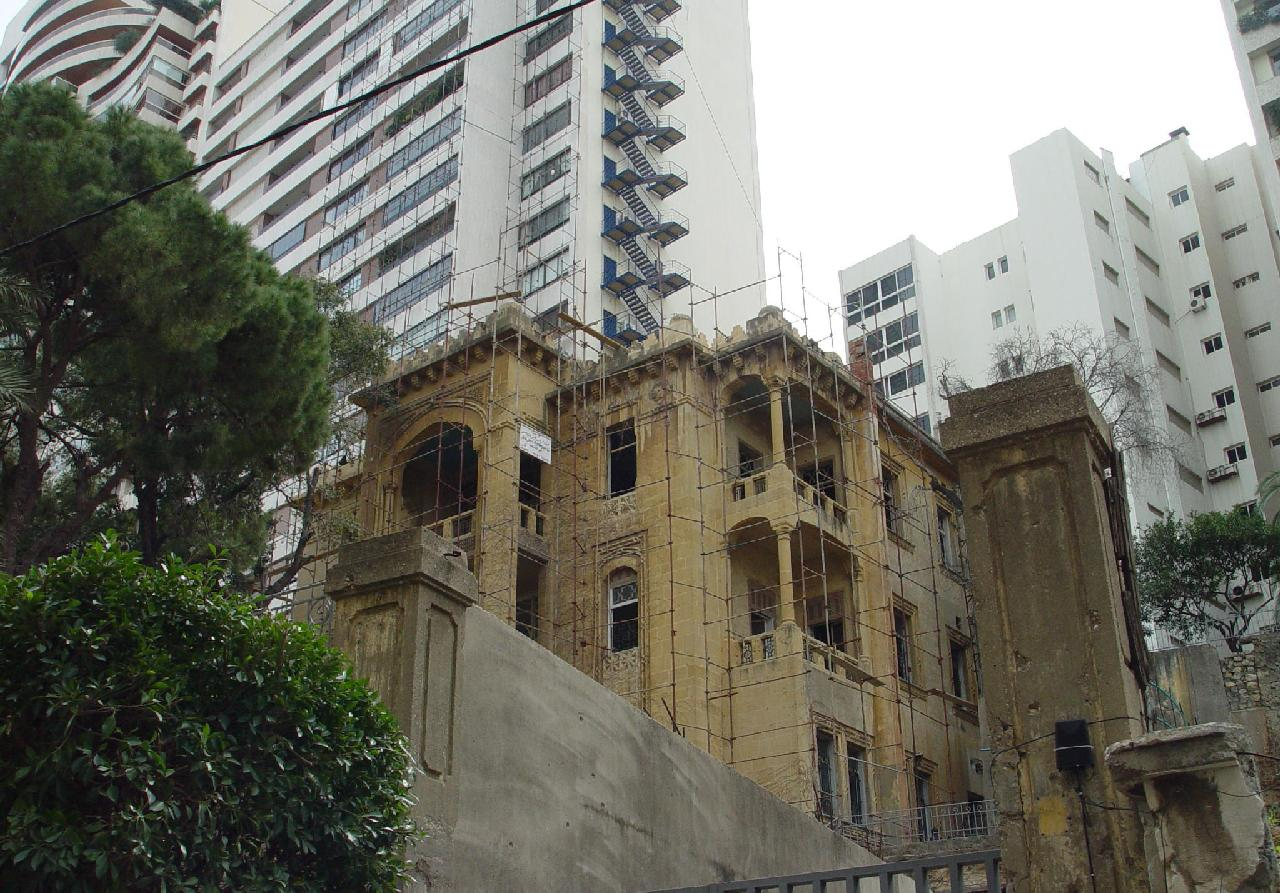
مبنى قديم برسم الترميم يقع في حي الأشرفية.

بيروت هي العاصمة السياسية للجمهورية اللبنانية وأكبر مدنها. يتعدى عدد سكانها المليوني نسمة بحسب أحد إحصائيات سنة 2007.
تقع مدينة بيروت وسط خط الساحل اللبناني الشرقي على ضفة البحر الأبيض المتوسط. تتركَز فيها معظم المرافق الحيوية من صناعة وتجارة وخدمات.
وهي مدينة قديمة وعريقة إذ ذكرت في رسائل تل العمارنة، بين ملك بيروت عمونيرا والفرعون إخناتون، المؤرخة إلى القرن الخامس عشر ما قبل الميلاد، وهي مأهولة منذ زمن إلى يومنا المعاصر.
يتنوع المنظر العام في بيروت من حي إلى حي، حيث تتوفر على مجموعة من الأحياء مبنية على الطراز الحديث وأحياء تاريخية لها جمالية ورونق خاص، تتوفر أحياء بيروت على مؤهلات أن ترقى إلى مواقع ذات جذب سياحي من الطراز العالي، وإن كانت بعض أحياء المدينة تعاني من بعض المشاكل المتعلقة بالبنية التحتية وضرورة الترميم ومشاكل الاكتظاظ في النقل،
فإنها تتوفر على كل المؤهلات والمعالم التاريخية النفيسة أن ترقى إلى جودة المدن العالمية مع التنوع، واندماج بين الأصالة والمعاصرة.

## القائمة
وهذه قائمة ندرج فيها أشهر أحياء بيروت في المدينة العاصمة، مدرجة حسب الترتيب الأبجدي :
- ا
- الأشرفية (بيروت)
- البسطة
- الجميزة (بيروت)
- الروشة
- الزيتونة (بيروت)
- الصنائع (بيروت)
- الصيفي
- الضاحية الجنوبية (بيروت)
- الطريق الجديدة
- الفردان
- القنطاري
- الكرنتينا
- المزرعة (بيروت)
- المصيطبة
- المنارة (بيروت)
- النقاش (المتن)
- *ب
- باب إدريس
- بدارو
- برج أبو حيدر (حي سكني)
- برج البراجنة
- برج حمود
- بيروت الشرقية
- بيروت الغربية
  - ت
- تلة الخياط
  - ح
- حارة حريك
- حدث (بعبدا)
- حي السلم
  - ر
- رأس النبع
- رأس بيروت
- رمل الظريف
  - ز
- زقاق البلاط
  - س
- ساحة الشهداء (بيروت)
- ساحة ساسين
  - ش
- شارع الحمراء
- شارع بدارو
  - ع
- عائشة بكار
- عين المريسة
  - ق
- قبضايات بيروت
- قريطم
  - ك
- كركول الدروز
  - و
- وادي أبو جميل
- وسط بيروت

## طالع
- قائمة قلاع بيروت
- قائمة منتزهات بيروت
- قائمة أطول المباني في لبنان
- قائمة شوارع بيروت
- قائمة شواطئ بيروت
- السياحة في لبنان
- سياحة شاطئية في لبنان
- قائمة شوارع بيروت
- أزمة النفايات في لبنان 2015
- ترامواي بيروت
- قائمة أطول المباني في لبنان
- قصر العدل (بيروت)